# Ante Šupuk
Ante Šupuk (21. srpna 1838 Šibenik – 11. května 1904 Šibenik) byl rakouský podnikatel a politik chorvatské národnosti z Dalmácie, v 2. polovině 19. století poslanec Říšské rady a starosta Šibeniku.

## Biografie
Pocházel z prominentní rodiny z Šibeniku. V mládí se věnoval správě rodinného statku. Byl politicky aktivní. Nejprve patřil mezi tzv. autonomaše (kulturně a jazykově proitalsky orientovaný politický směr v Dalmácii, který odmítal chorvatské národní hnutí), pak se ale přidal k dalmatské Národní straně, která se identifikovala s chorvatským národním hnutím. V roce 1872 se stal prvním národním chorvatským starostou Šibeniku. Ve starostenské funkci setrval do roku 1903. Zasloužil se o rozmach města. Do obecního úřadování byla za jeho éry zavedena chorvatština. Město bylo napojeno na železniční trať ze Splitu do Siveriće. Došlo k zřízení vodovodu a nemocnice. Měl firmu Ante Šupuk a syn, která postavila na řece Krka vodní elektrárnu, díky které získal Šibenik jako jedno z prvních měst na světě elektrické veřejné osvětlení. V roce 1904 jeho firma postavila další vodní elektrárnu Jaruga, která je dosud v provozu.
Od roku 1870 byl poslancem Dalmatského zemského sněmu. Zemským poslancem byl až do své smrti.
Působil také jako poslanec Říšské rady (celostátního parlamentu Předlitavska), kam usedl ve volbách roku 1879 za kurii městskou a obchodních a živnostenských komor v Dalmácii, obvod Zadar. Mandát zde obhájil i ve volbách roku 1885, volbách roku 1891, volbách roku 1897 a volbách roku 1901. Poslancem byl do své smrti roku 1904. Pak ho v parlamentu nahradil Ante Dulibić. Ve volebním období 1879–1885 se uvádí jako rytíř Anton von Šupuk, statkář a starosta, bytem Šibenik.
Na Říšské radě se uvádí jako člen poslaneckého Hohenwartova klubu, který sdružoval konzervativní a federalistické politické síly. Členem tohoto klubu se stal i po volbách roku 1885.
Zemřel náhle v květnu 1904 krátce poté, co se vrátil z Vídně do svého domovského Šibeniku. Do poslední doby před smrtí se těšil dobrému zdraví. Národní listy ve smuteční zprávě uvedly, že byl povahy tiché a milé a zároveň věrným a spolehlivým přítelem českého národa.